# Achelia gracilipes
Achelia gracilipes är en havsspindelart som först beskrevs av Cole, L.J. 1904.  Achelia gracilipes ingår i släktet Achelia och familjen Ammotheidae. Inga underarter finns listade i Catalogue of Life.